# Milk & Sugar
Milk & Sugar es una formación alemana de música house compuesta por Mike Milk y Steven Sugar, nombres artísticos de Michael Kronenberger y Steffen Harding, respectivamente. Ambos han colaborado juntos desde 1993 con apodos como Axis, Hitch Hiker & Jacques Dumondt o Mike Stone & Steve Heller y es destacable la versión que hicieron de la canción Love Is In The Air de John Paul Young.

## Biografía
Influenciados por el sonido disco y house de mediados de los 90 en Londres, Michael Kronenberger (Milk) y Steffen Harding (Sugar) crearon el dúo Milk & Sugar en 1997. Uno es el DJ y otro el productor musical.
Poco después su propio sello musical (Milk & Sugar Recordings) fue creado. El sello comenzó publicando tan solo sus propias producciones hasta que en 1998 acabaron firmando para Milk & Sugar Recordings autores como Damien J. Carter, Tim Deluxe o Robbie Rivera. En el año 2000, Milk & Sugar Recordings fue premiado con el Premio Alemán de Baile como el Mejor sello independiente alemán.
Además de Milk & Sugar el tema más exitoso cantado para este sello fue Kid Alex quien, en 2003 entró en el sello de Universal Music Group por la canción Young Love (Topless) y por el álbum Colorz. En 2007, y antes de finalizar su contrato, Kid Alex creó Boys Noize.
El dúo intentó entrar en la escena internacional en el año 2000 con Higher & Higher después de que el DJ David Morales incluyese la canción en uno de sus álbumes. En 2001 arrasaron con el tema Love Is In The Air que estuvo en las más altas posiciones de las listas de música de España, Alemania y Reino Unido. La composición era una remezcla de la original de John Paul Young en 1977, el cual reapareció con Milk & Sugar en un video en 2001. Ese año Milk & Sugar fueron otra vez premiados. En esta ocasión les concedieron el galardón de DJ italianos del año y fue entonces cuando alcanzaron el mismo prestigio que tenían músicos como David Morales, Frankie Knuckles o Tony Humphries.
En 2003 se emitió el sencillo Let The Sun Shine, una remezcla de la canción que fue número uno en 1969 Let The Sun Shine In, del grupo The 5th Dimension. Ese ha sido el mayor éxito de Milk & Sugar hasta la fecha. Alcanzó el mayor puesto en las listas de música de Hungría y Estados Unidos y estuvo en el Top 20 de las listas de Grecia, Países Bajos, Reino Unido y España. Además esa canción tenía una parte vocal interpretada por Lizzy Pattinson, hermana del actor Robert Pattinson.
Los años siguientes Milk & Sugar trabajaron como DJs y remezclando otras composiciones musicales. Produjeron para Jamiroquai Corner of the Earth en 2002. Crearon un remix de la canción C´mon Get Up para Janet Jackson y otro para My Way de Usher. Trabajaron también para No Angels, Mya, Sarah Brightman, Samantha Mumba, Alex Gaudino, Room 5, Despina Vandi y otros.
Como DJ adquirieron experiencia en lugares de Ibiza como Amnesia, Space o El Divino. A partir de ese momento comenzaron a visitar países europeos, Francia, España, Italia y otros países mediterráneos. Desde 2002 han estado pinchando en países de Europa del Este: Rusia, Ucrania, Polonia, Hungría, Moldavia, Rumania y Bielorrusia.
En 2005 emitieron en Alemania otro éxito con la canción del músico de los 80 John Howard Jones, What Is Love. Esa canción fue popular por su videoclip. Desde 2005 Milk & Sugar han estado trabajando cercanamente a Ayak Thiik, una sudanesa nacida en 1983 y afincada en Londres. Al principio trabajaron juntos en temas de latin house, como Shut Up o Need Your Loving Su tercera colaboración, Stay Around encaminó al dúo alemán a un nuevo hit internacional. La canción terminó siendo la pista house más exitosa del año 2007 en Brasil (número dos en las listas) y en 2008 fue número uno en las listas británicas.
Para la composición Let The Sun Shine 2009 Milk & Sugar se unieron al vocalista jamaicano Gary "Nesta" Pine, conocido como el sucesor de Bob Marley de The Wailers, y el DJ francés Bob Sinclar, el cual tuvo un éxito mundial con Love Generation. Let The Sun Shine 2009 también pudo llegar a lo más alto de las lista británica.
Las siguientes colaboraciones entre Milk & Sugar y Ayak dieron lugar a las canciones You Got Me Burnin y Let The Love (Take Over), los cuales también alcanzaron los puestos máximos de las listas británicas. En 2010 su sencillo Crazy llegó a estar en el puesto número dos del Reino Unido. Los alemanes y la sudanesa pueden ser vistos en directo actuando para el DVD de Planet Pop Event que se grabó en São Paulo, en 2009.
En 2011 remezclaron el tema jazz rock de la banda belga Vaya Con Dios Nah Neh Nah, con una base house. En ese mismo año, lanzaron una nueva versión de un clásico. Esta vez, es una canción de la artista sudafricana Miriam Makeba, renombrado como "Hi-a Ma (Pata Pata)", cuenta con un sample de la grabación original del 1967.

## Discografía

### Sencillos
- Milk & Sugar - Wicked Disco (1997)
- Milk & Sugar - Get Down To The Fever (1997)
- Mike Milk vs. Steven Sugar – Miss You Babe (2000)
- Milk & Sugar – Higher & Higher (2000)
- Milk & Sugar vs. John Paul Young – Love Is In The Air (2001)
- Milk & Sugar - Lift me Up
- Milk & Sugar vs. Damien J. Carter – I Got This Feeling (2002)
- Milk & Sugar – Stay Around (2003)
- Milk & Sugar – Let The Sun Shine (2003)
- Milk & Sugar feat. 2kHz – Get Down! Stay Down! (2004)
- Milk & Sugar – Shut Up! (2004)
- Milk & Sugar with Howard Jones – What is Love 2005 (2005)
- Milk & Sugar – Jezabel (2005)
- Milk & Sugar – Has Your Man Got Soul (2006)
- Milk & Sugar pres. MS2 – Stay Around (For This) (2007)
- Milk & Sugar – Higher & Higher 2008 (2008)
- Milk & Sugar feat. Roxanne Wild – No No No (2008)
- Milk & Sugar feat. Ayak – You Got Me Burnin’ (2009)
- Milk & Sugar feat. Gary Nesta Pine – Let The Sun Shine (2009)
- Milk & Sugar feat. Ayak – Let The Love (Take Over) (2010)
- Milk & Sugar feat. Ayak & Lady Chann – Crazy (2010)
- Milk & Sugar vs. Vaya Con Dios – Hey (Nah Neh Nah) (2011)
- Milk & Sugar feat. Miriam Makeba – Hi-a ma (Pata Pata) (2011)
- Milk & Sugar feat. Neri per Caso – Via Con Me (It's Wonderful) (2012)
- Milk & Sugar - Canto del Pilón (2013)
- Milk & Sugar feat. Barbara Tucker - Needin' U

### Milk & Sugar - Alben
- Milk & Sugar – Housemusic.de (2003)
- Milk & Sugar – 10 Years of Milk & Sugar – The Singles (2007)

### Otras colaboraciones
- Stone & Heller - San Francisco (1997)
- The Mike Milk Project – Extrovated Beat (1997)
- Border Queen – You Spin Me `Round (1997)
- Mike Milk vs. Steven Sugar – It Looks Like Funk (1998)
- Mike Milk vs. Rat Pack – The Real Boogie (1998)
- Stone & Heller – San Francisco `99 (1999)
- Mike Milk vs. Steven Sugar – Cheesecake (1999)
- Robbie Rivera pres. Rhythm Bangers – Bang (2000)
- MS2 – Running Away (2002)
- Housemates – Without You (2006)
- DJ Dove & Milk & Sugar – Unkind (2006)
- Dino Moran With Milk & Sugar – Gumba Fire (2006)
- Housemates – Can´t Get Enough (2008)

### Remezclas
- I Blame Coco – Quicker (Island) (2010)
- Alex Gaudino – Watch Out (Ministry Of Sound) (2009)
- Paul Harris – Broken (2009)
- Paul Gardner feat. Peyton – You Can't Hide From Yourself (Milk & Sugar Rec) (2008)
- Yves Murasca – All About Housemusc (Milk & Sugar Rec) (2008)
- Masters At Work – Work (AATW) (2007)
- Seasons Of Love – I Love NY (Boss) (2007)
- Candy Williams feat. Whiteside – Have It All (Milk & Sugar Rec) (2007)
- Steve Lawler – That Sound (Joia) (2005)
- Freeloaders – So Much Love To Give (AATW) (2005)
- Casanovy – I Need Your Lovin (Milk & Sugar Rec) (2005)
- Kraze – The Party (Milk & Sugar Rec) (2005)
- Room 5 – Make Luv (EMI Music) (2005)
- Despina Vandi – Opa, Opa (Ministry Of Sound) (2004)
- Preluders – Sundown (Polydor GER) (2004)
- Harry "Choo Choo" Romero – Mongobonix (Milk & Sugar Rec) (2004)
- King Britt – I Can`t Wait (Brickhouse) (2004)
- Despina Vandi – Gia (Ministry Of Sound) (2003)
- Mr.On vs. JungleBrothers – Breathe Don´t Stop (Positiva UK) (2003)
- Kid Alex – Fame / Shut Up (Milk & Sugar Rec) (2003)
- Lene – Pretty Young Thing (Positiva UK) (2003)
- Kid Creole – Stool Pigeon (Polydor GER) (2002)
- Edyta – Impossible (Virgin ) (2002)
- Jamiroquai – Corner Of The Earth (Sony Music) (2002)
- Tim Deluxe – It Just Won´t Do (Milk & Sugar Rec) 2002
- Bel Amour – Bel Amour (Milk & Sugar Rec/Jive) (2001)
- No Angels – Rivers Of Joy (Polydor Zeitgeist) (2001)
- DB Boulevard – Point Of View (Airplane) (2001)
- Samantha Mumba – Gotta Tell You (Polydor UK) (2000)
- Robbie Rivera – Bang (Milk & Sugar Rec) (2000)
- Usher – My Way (BMG Ariola) (2000)
- Mýa – Free (Warner Music ) (2000)
- Janet Jackson – C´mon Get Up (Virgin GER) (2000)
- Starship Troopers – Starship Troopers Movie (WEA/Maad) (1998)

### CD Compilación
- Discohouse Vol. 1 (BMG) (2000)
- Discohouse Vol. 2 (BMG) (2001)
- Vendetta Live Sessions Mixed by Milk & Sugar (Vendetta) (2002)
- 5 Years Of Milk & Sugar Recordings (Milk & Sugar Recordings)(2002)
- El Divino Ibiza Mixed by Milk & Sugar (Complete) (2002)
- Ritmo De Bacardi (Ministry Of Sound) (2003)
- Pacha Vol.5 Mixed by Milk & Sugar (Good Times Music) (2004)
- Milk & Sugar Summer Sessions 2004 (Milk & Sugar Recordings)(2004)
- Housemusic.de Reloaded (Milk & Sugar Recordings)(2004)
- Milk & Sugar Summer Sessions 2005 (Milk & Sugar Recordings)(2005)
- Milk & Sugar On A Mission 2005 (Milk & Sugar Recordings)(2005)
- Milk & Sugar Summer Sessions 2006 (Milk & Sugar Recordings)(2006)
- Milk & Sugar On A Mission 2006 (Milk & Sugar Recordings)(2006)
- 10 Years of Milk & Sugar (Milk & Sugar Recordings)(2007)
- Milk & Sugar Summer Sessions 2007 (Milk & Sugar Recordings)(2007)
- Milk & Sugar On A Mission 2007 (Milk & Sugar Recordings)(2007)
- Milk & Sugar Summer Sessions 2008 (Milk & Sugar Recordings)(2008)
- Milk & Sugar On A Mission 2008 (Milk & Sugar Recordings)(2008)
- Milk & Sugar Summer Sessions 2009 (Milk & Sugar Recordings)(2009)
- Milk & Sugar On A Mission 2009 (Milk & Sugar Recordings)(2009)
- Housemusic.de Chapter X (Milk & Sugar Recordings)(2010)
- Milk & Sugar Summer Sessions 2010 (Milk & Sugar Recordings)(2010)